# Schronisko przy wsi Przegini
Schronisko przy wsi Przegini, Schronisko w Dupniku, także Jaskinia na Dupce – schronisko w skale Dupnik w miejscowości Przeginia, w województwie małopolskim, w powiecie krakowskim, w gminie Jerzmanowice-Przeginia. Znajduje się na wierzchowinie Wyżynie Olkuskiej w zlewni Białej Przemszy.

## Opis schroniska
Skała Dupnik znajduje się na wzniesieniu w odległości około 800 m na południe od kościoła w Przeginii. Zbudowana jest z wapieni. W jej północno-zachodniej, pionowej ścianie znajduje się duża grota. To określenie najlepiej oddaje charakter obiektu, jednak według klasyfikacji speleologicznej jest to schronisko. Ma postać wielkiej nyży o wysokości 4 m i rozmiarach 7 × 8 m. Jest w niej 6 otworów. Ogromny główny otwór ma ekspozycję północno-zachodnią, pozostałe to rury, szczeliny lub kominy o ekspozycji północno-zachodniej (2) lub południowo-zachodniej (3).
Schronisko wytworzone jest w wapieniach z jury późnej. Skała Dupnik jest silnie zerodowana, zarówno na zewnątrz, jak i wewnątrz schroniska. Oprócz kilku możliwych do przejścia dla człowieka rur i kominów jest też wiele ciasnych, niemożliwych do przejścia szczelin. Schronisko jest w całości oświetlone rozproszonym światłem słonecznym. Jego ściany i strop są całe sczerniałe, prawdopodobnie od palonych w nim ognisk. Brak nacieków jaskiniowych. Namulisko jest obfite, składające się z wapiennego gruzu i próchnicy. Prawdopodobnie jest nienaruszone. W schronisku brak roślin, nie obserwowano też zwierząt.

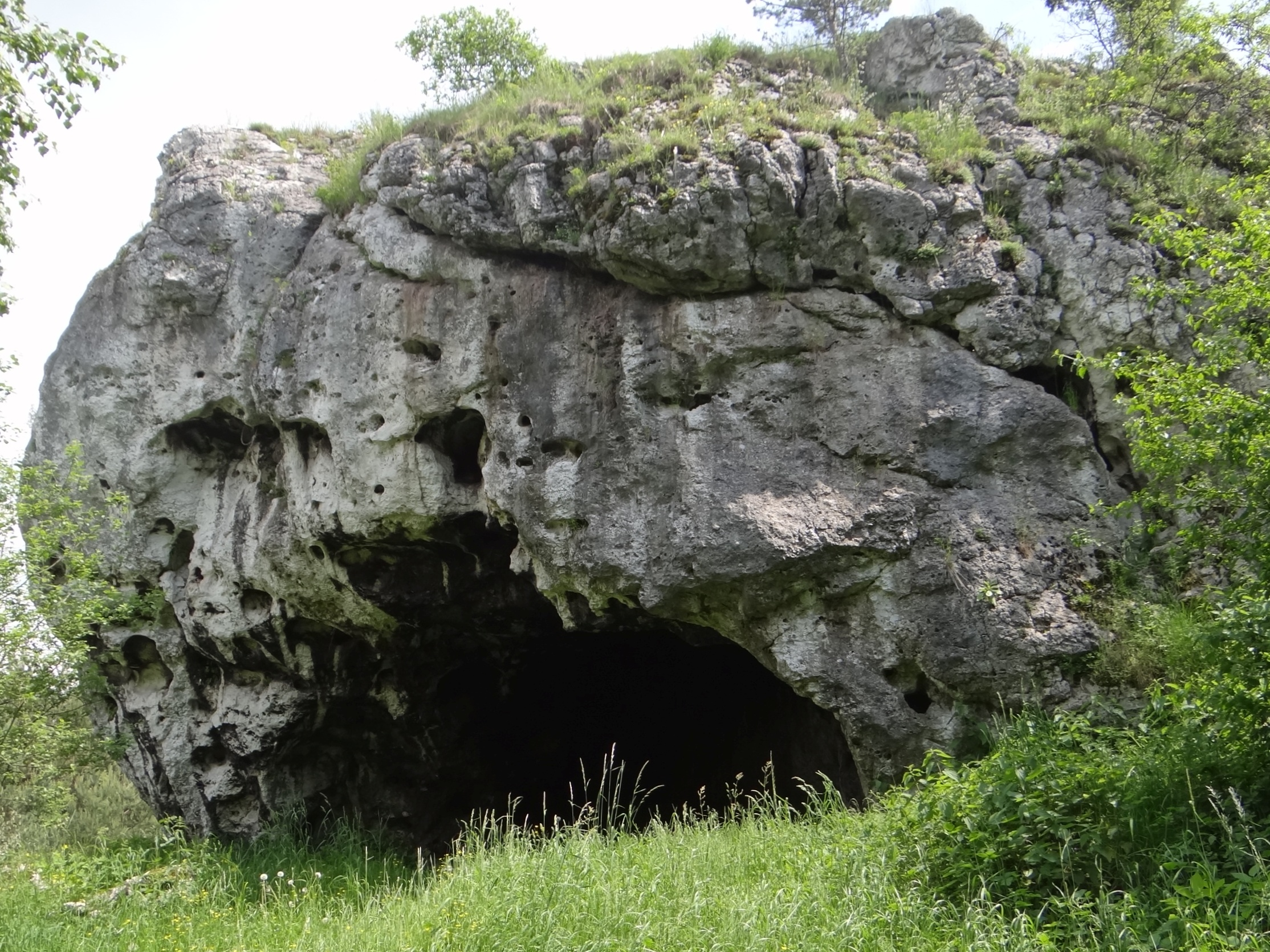
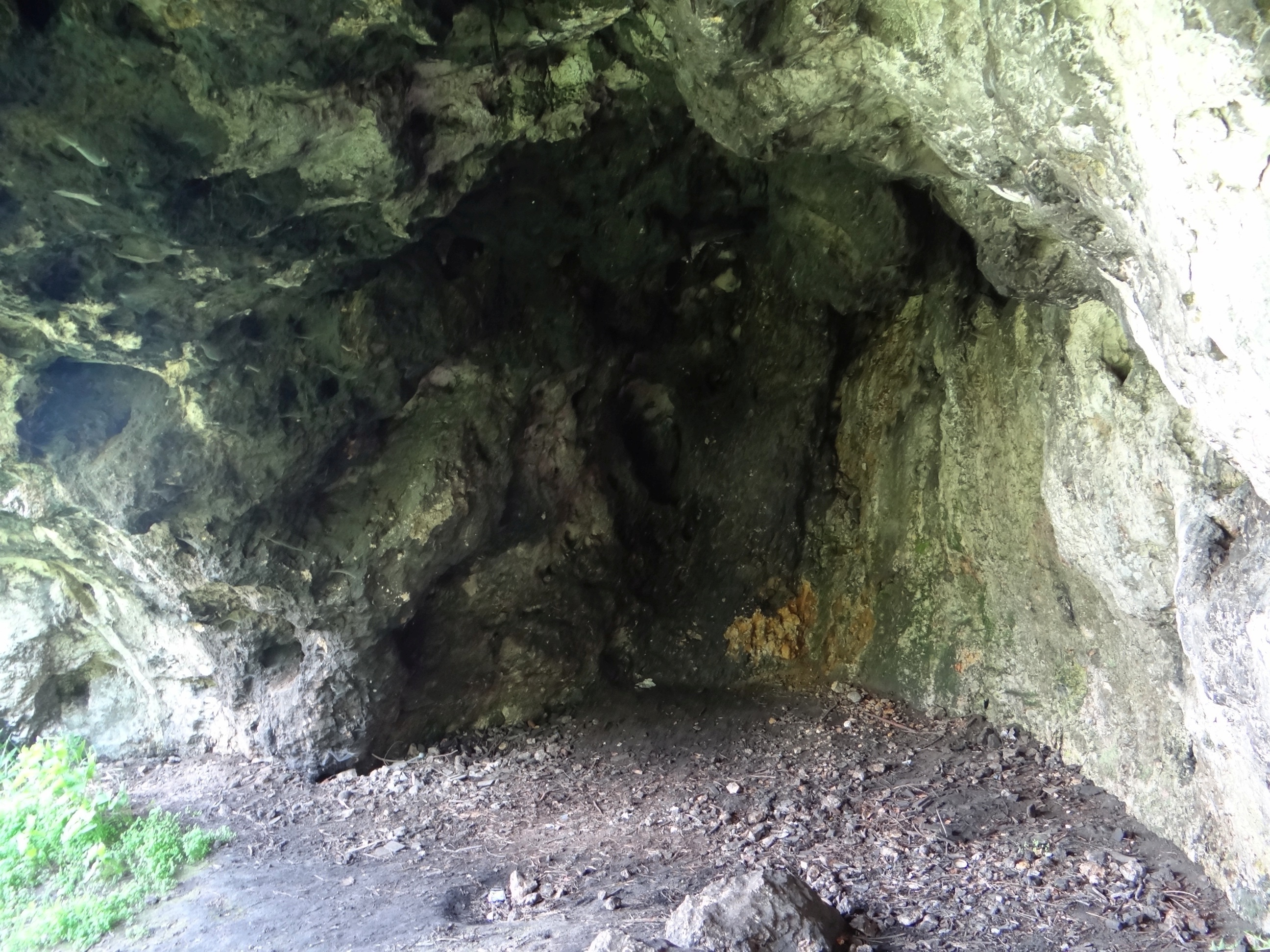
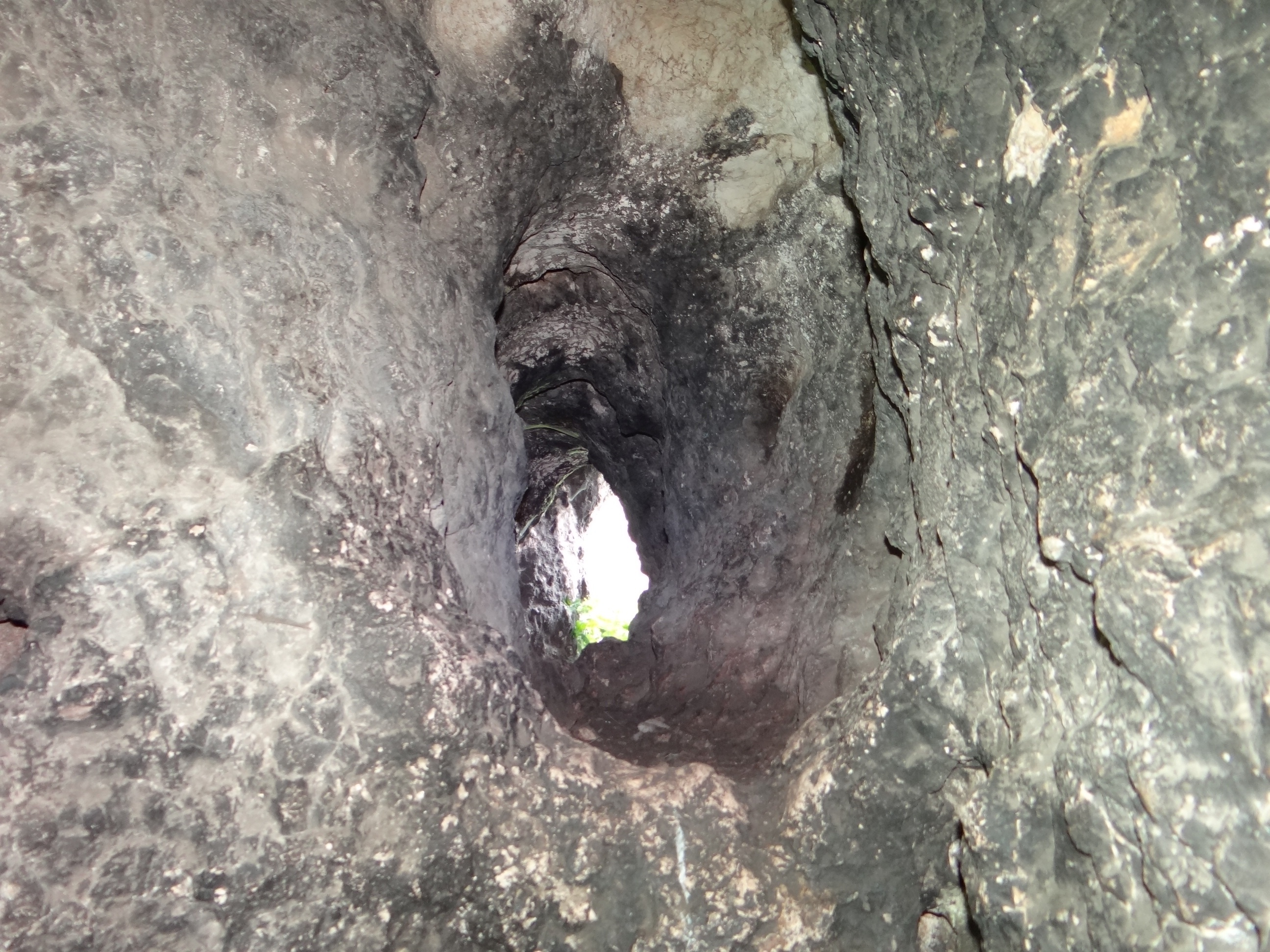
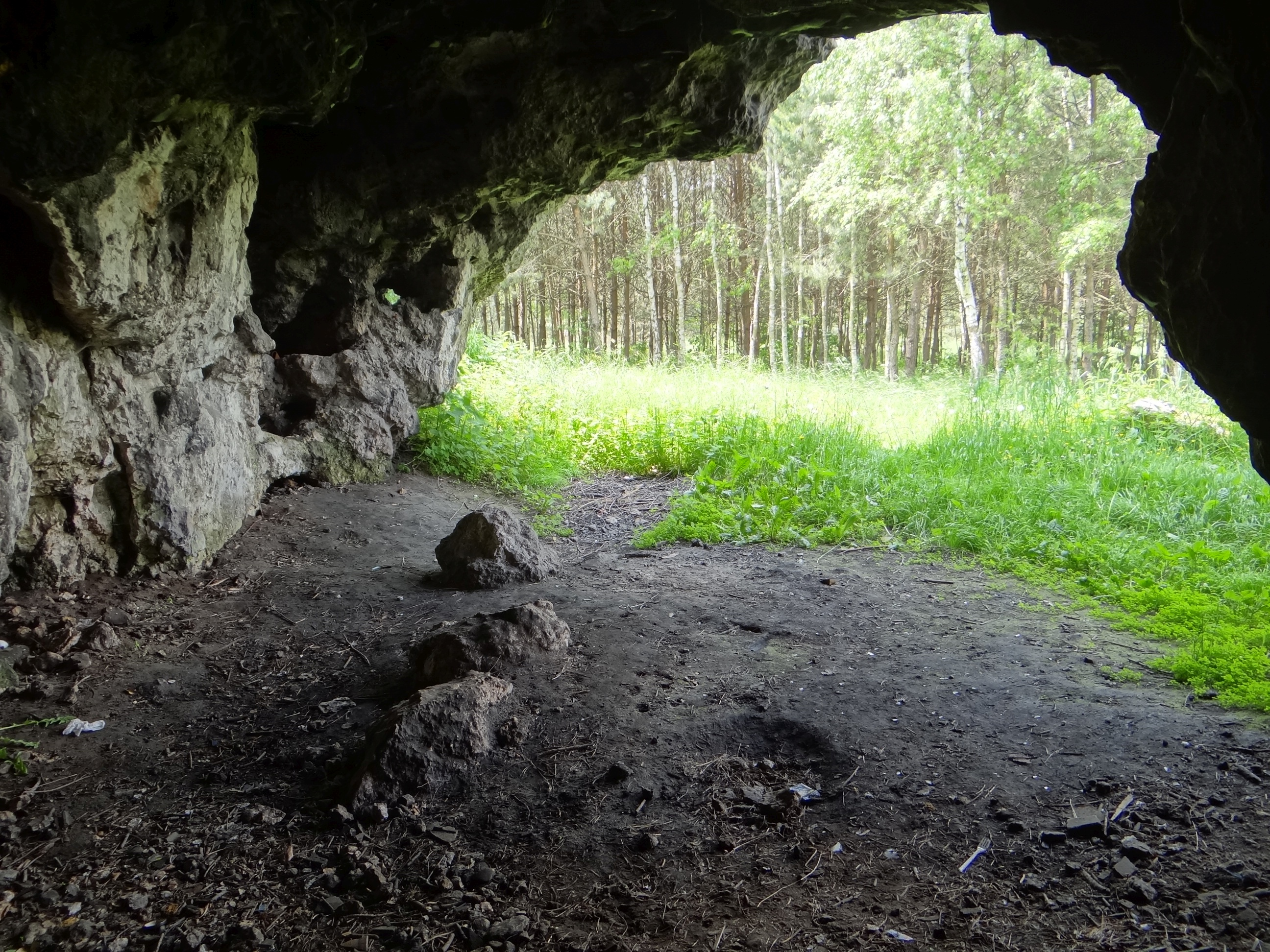
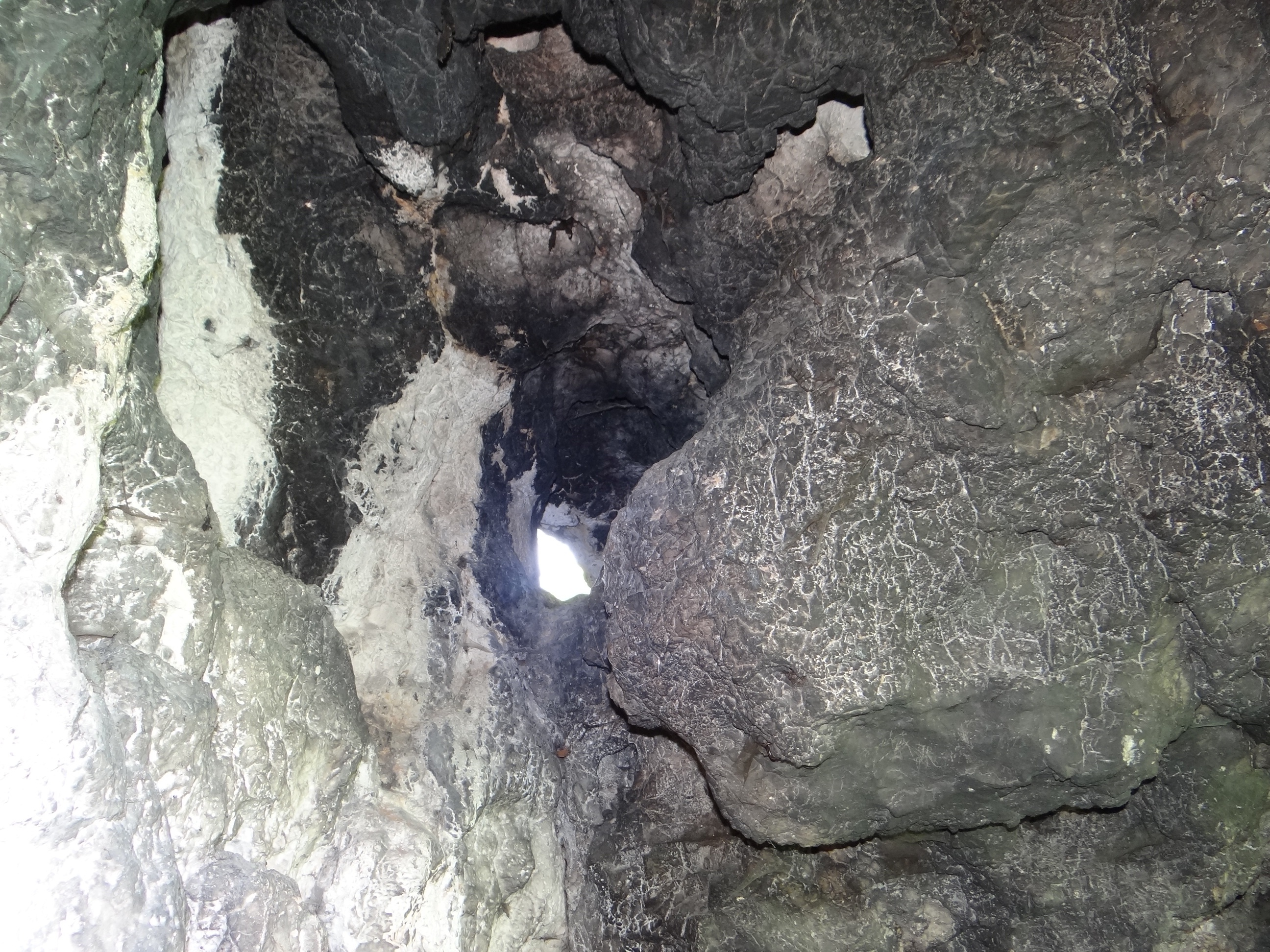
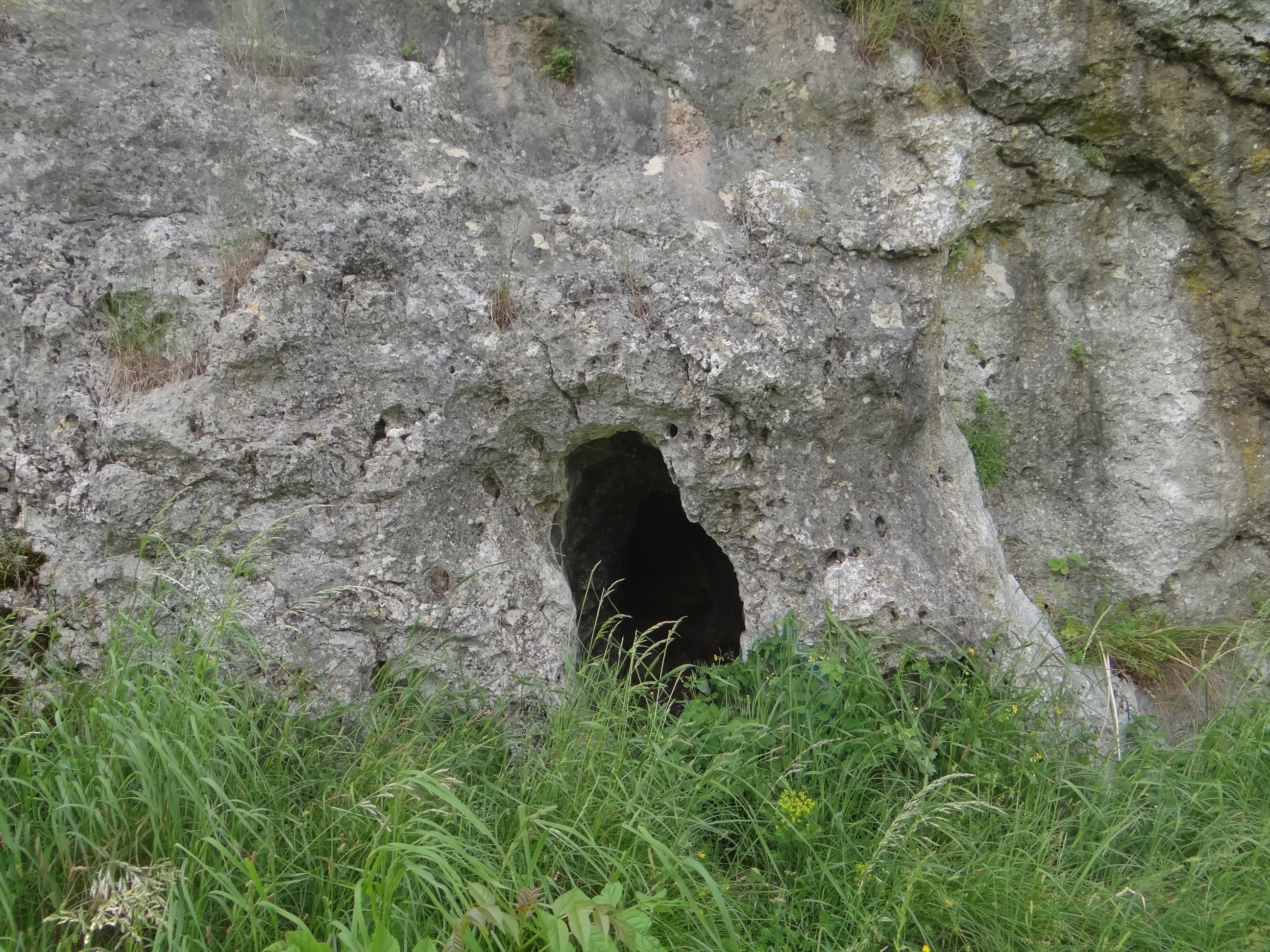

## Historia badań i dokumentacji
Schronisko znane jest od dawna. Jego wielkość i budowa pozwala przypuszczać, że przed tysiącami lat mogło stanowić czasowe schronienie dla wędrownych plemion łowiecko-zbierackich. Nie prowadzono jednak w nim badań archeologicznych. Po raz pierwszy opisał je Kazimierz Kowalski w 1951 roku. Potem wymieniali je jeszcze A. Górny i M. Szelerewicz oraz W.W. Wiśniewski. W 2003 r. nazwę Schronisko w Dupniku nadał mu M. Pawełczyk, sądząc, że jest pierwszym, który je opisał. Schronisko zmierzył A. Polonius w 2015 r., on też opracował jego plan.
Współcześnie jest często odwiedzane, o czym świadczą ślady ognisk i śmieci.

## Wspinaczka
W jaskini i na ścianach skały Dupnik uprawiany jest bouldering i wspinaczka skalna.

Baldery
1. Little Big Planet; 6B+ (SD)
2. Mafia; 6B+ (SD)
3. Highway Duel; 6A+ (SD)
4. Boulder Dash; 6A (SD)
5. River Raid 5C; (SD)
6. Gears of War; 6B+ (SD)
7. Tomb Raider; 6C (SD)
8. Medal of Honor; 6C (SD)
9. Airborne; 6C (SD start jak Medal of Honor koniec w lewo)
10. Mini Ninja; 7A+ (start w głębi jaskini, potem środkiem dachu i lekko w lewo do połączenia z Medal of Honor, bez korzystania z lewej ściany)
11. Mortal Kombat; 7A+ (start jak Mini Ninja i wyjście wprost przez dach)
12. Tekken; 6C+ (SD, na lewo od komina)
13. Call of Duty; 6C (kominem w dachu jaskini, SD nie dokłada trudności)
14. Grand Theft; Auto 6C (SD kantem)
15. Trawers Dark Omen; 6B (SD start 7, trawers w lewo i koniec na topowych klamach z 3)[2].

Wspinaczka
1. Bez nazwy; VI.2
2. Dziewczynki bez napinki; VI.3+
3. Mężczyzny bez tężyzny; VI.3[6]